# ランディ・スミス
ランディ・スミス (Randy Smith, 1948年12月12日 - 2009年6月4日) はアメリカプロリーグNBAで活躍したアフリカ系アメリカ人の元バスケットボール選手。ニューヨーク州ブルックヘヴン出身、バッファロー州立大学卒業。身長191cm、体重82kg。ポジションはポイントガード。
1971年のNBAドラフトでは7巡目104位という大変に低い評価で指名を受けるも、生存競争の厳しいNBAにおいて12年間プレイし、1978年のNBAオールスターゲームではMVPに輝いた。キャリアの大半はバッファロー・ブレーブス（現ロサンゼルス・クリッパーズ）で過ごし、ボブ・マカドゥーと共に短期間ではあるがブレーブスを上位チームに押し上げる働きを見せた。非常に頑丈な選手として知られ、後にA.C.グリーンに破られるまでNBA記録となる906試合連続出場を果たした。

## 経歴

### バッファロー州立大学
学生時代はサッカーや陸上競技など様々なスポーツで活躍した（ベルポート高校では走高跳で6フィート10インチ（約208cm）の記録を残している）、なかでもバスケットボールでは際立った成績を残し、バッファロー州立大学のバスケチームをカンファレンスチャンピオンシップ三連覇と1970年のNCAAトーナメントFinal4進出に導いた。

### NBAキャリア

#### バッファロー・ブレーブス
大学時代の活躍にもかかわらず、バッファロー州立大という無名校出身であったため、NBAスカウト陣からの関心は薄く、1971年のNBAドラフトでは7巡目104位という、NBA入りできるかどうかすら危うい低評価だった（NBAのライバルリーグだったABAからは指名を受けることすらできなかった）。彼を指名した地元ニューヨーク州バッファローのフランチャイズチーム、バッファロー・ブレーブス（前年の1970年に誕生したばかりの新興チーム）は彼を7月の新人キャンプには招いたものの、チームがスミスとようやく契約した時には11月となっており、すでに新シーズンは開幕していた。しかしブレーブスにとってスミスは思わぬ拾い物となった。スミスは1年目の1971-72シーズンから即戦力として活躍し、13.4得点4.8リバウンドの成績を残すと、以後ブレーブスの有力な得点現の一人としてプレイした。ブレーブス、現ロサンゼルス・クリッパーズはその歴史の大半を弱小チームとして過ごしているが、スミスが入団して3年目の1973-74シーズンには42勝40敗とチーム史上初めて勝ち越し、プレーオフにも初進出を果たしている。翌1974-75シーズンには現在もクリッパーズの歴代最高勝率となる49勝33敗を記録。翌シーズンもプレーオフ進出を果たし、クリッパーズ史上唯一の3年連続プレーオフ進出を果たした。スミスはエースのボブ・マカドゥーらと共に、クリッパーズの黄金期を築き上げた選手だった。この黄金期はマカドゥーの移籍で極短期間で終わってしまうが、マカドゥー移籍後はスミスが事実上のブレーブスのエースとなり、1975-76シーズンから4シーズン連続で平均20得点超えを果たすなど1970年代後半に全盛期を迎え、1975-76シーズンには初のオールNBA2ndチームとオールスターに選ばれ、1978年のオールスターではベンチ出場ながらゲームハイとなる27得点をあげてイーストチームを勝利に導き、見事にオールスターMVPに輝いた。またこのシーズンはキャリアハイとなる平均24.6得点をあげている。

#### ブレーブス退団後
スミスはブレーブスで8シーズン過ごし、1978-79シーズンを最後に（この時ブレーブスはサンディエゴに本拠地を移転し、サンディエゴ・クリッパーズとなっていた）、ビル・ウォルトンらとの交換でポートランド・トレイルブレイザーズにトレードされ、さらにシーズン開幕前にクリーブランド・キャバリアーズに再びトレードされた。キャバリアーズではチームキャプテンに指名され、2シーズンプレイ。1981-82シーズンはニューヨーク・ニックスで過ごし、1982-83シーズンには古巣クリッパーズに戻ったが、シーズン中に解雇され、現役最後のときはアトランタ・ホークスで過ごした。
- NBA通算成績
  - 976試合出場
  - 16,262得点（平均16.7得点）
  - 3,597リバウンド（平均3.7リバウンド）
  - 4,487アシスト（平均4.6アシスト）

## 引退後・業績など
スミスは同時代のスーパースター、ジュリアス・アービングのように速攻とリム際のボール捌きの巧みさで70年代後半から80年代前半のNBAのオフェンススタイルに大きな影響を及ぼした選手とされる。ディフェンスの名手でもあり、スティール数は4シーズンでリーグTop10以内にランクし、またアシスト数も1974-75シーズンに記録された平均6.5アシストはリーグ5位の好記録だった。長期にわたってバッファロー・ブレーブス（現クリッパーズ）でプレイしたため、多くのスタッツでチーム記録の歴代上位に入っている。
主な業績
- オールNBA2ndチーム　（1976）
- NBAオールスターゲーム出場　（1976, 1978）
- オールスターMVP （1978）
- 906試合連続出場
- ロサンゼルス・クリッパーズのチーム記録
  - 通算715試合出場は歴代1位
  - 通算12,735得点は歴代1位
  - 通算3,498アシストは歴代1位
  - 通算1,072スティールは歴代1位

現役引退後はNBAの役員となったほか、独立リーグCBAのモヘンガン・サン・カジノのコーチなどを務めた。2009年6月4日、コネチカット州ノーウィッチで心臓発作で亡くなった。60歳だった。